# Sven Månsson Berg
Sven Månsson Berg, död 1709, var en svensk orgelbyggare i Varnhems socken. 

## Biografi
Berg var också mellan 1645 och 1686 organist i greve Magnus Gabriel De la Gardies hovkapell. Berg var mellan 1663 och 1706 organist i Eggby församling och mellan 1673 och 1706 i Varnhems församling. 1671 skänkte greve Magnus en gård 1/4 kronohemman i Sånetorps by till organistboställe i Varnhems pastorat. Den 11 juli 1709 begravdes Berg.

### Familj
Berg gifte sig före 1658 med Ingegärd Olofsdotter (död 1701).

## Lista över orglar
| År   | Ursprunglig kyrka | Stift     | Bild | Manualer | Pedal | Stämmor | Bevarad orgel/fasad | Övrigt |
| ---- | ----------------- | --------- | ---- | -------- | ----- | ------- | ------------------- | ------ |
| 1692 | Mossebo kyrka     | Göteborgs |      |          |       |         |                     |        |

### Reparationer och ombyggnationer
| År   | Ursprunglig kyrka | Stift     | Bild | Manualer | Pedal | Stämmor | Bevarad orgel/fasad | Övrigt                                |
| ---- | ----------------- | --------- | ---- | -------- | ----- | ------- | ------------------- | ------------------------------------- |
| 1668 | Eggby kyrka       | Skara     |      |          |       |         |                     | Reparerade orgelverket.               |
| 1690 | Lyrestads kyrka   | Skara     |      |          |       |         |                     | Reparation.                           |
| 1691 | Tranemo kyrka     | Göteborgs |      |          |       |         |                     | Reparation.                           |
| 1692 | Skärvs kyrka      | Skara     |      |          |       |         |                     | Reparation.                           |
| 1693 | Eggby kyrka       | Skara     |      |          |       |         |                     | Reparation med stråltråd och draglim. |
| 1695 | Varnhems kyrka    | Skara     |      |          |       |         |                     | Reparation.                           |